# Daiki Goto
Daiki Goto (後藤 大輝 Gotō Daiki?, Saitama, 14 de junio de 1996) es un futbolista japonés que juega como guardameta en el F. C. Gifu de la J3 League.

## Trayectoria
En 2019 se unió al Giravanz Kitakyushu.

## Clubes
| Club                  | País  | Año       |
| --------------------- | ----- | --------- |
| Giravanz Kitakyushu   | Japón | 2019-2023 |
| Omiya Ardija (cedido) | Japón | 2021      |
| F. C. Gifu            | Japón | 2024-     |